# Mohamed Moez Belhassine
Mohamed Moez Belhassine (arabe : محمد المعز بلحسين), né le 14 septembre 1977 à Tunis, est un haut fonctionnaire et homme politique tunisien.

## Biographie

### Formation
Après avoir obtenu une maîtrise en économie internationale de la faculté des sciences économiques et de gestion de Tunis (ar), il intègre le cycle supérieur de l'École nationale d'administration à Tunis en 2005.
En 2008, il obtient un master professionnel en analyse économique et développement international de l'université d'Auvergne, puis un certificat de spécialité en gestion de projets et coopération internationale en 2011 de l'École nationale d'administration en France, avant de terminer avec un diplôme de fin d'études du cycle supérieur de la même institution.

### Parcours professionnel
En 2005, il commence son parcours professionnel en qualité de conseiller des services publics au sein du cabinet du ministre du Tourisme. À partir de 2006, il assume successivement les fonctions de chef de service et de sous-directeur au bureau de la mise à niveau touristique relevant du ministère du Tourisme.
De 2014 à 2017, il est directeur auprès du cabinet du ministre du Tourisme, chargé du bureau de la mise à niveau touristique puis, jusqu'en 2021, il est PDG de la Société des loisirs touristiques, une entreprise publique.
En 2020, il occupe le poste de directeur général de l'Office national du tourisme tunisien.
Le 11 octobre 2021, il est nommé ministre du Tourisme dans le gouvernement de Najla Bouden.

### Vie privée
Il est marié et père de deux enfants.